# Incatambo (Vilcabamba)
Incatambo o Inca tambo (quechua inca, posada tampu, "posada inca", ortografías hispanizadas y mixtas Incatambo, Inkatambo, Inca Tambo) es un sitio arqueológico en el Perú. Se encuentra en el distrito de Vilcabamba, provincia de La Convención, departamento del Cuzco. El grupo arqueológico está situado en la cima de una montaña llamada Inka Tampu.